# 사무라이 7
사무라이 7(SAMURAI 7)은 곤조가 프로듀싱을 맡고 1954년 구로사와 아키라의 영화 7인의 사무라이에 기반을 둔 2004년 애니메이션 TV 시리즈이다. 이 작품은 오리지널과 비슷한 이름과 특징을 보이고 있다. 이 시리즈의 감독은 다키자와 도시후미가 맡았으며 음악 작곡은 와다 가오루와 하야시 에이테츠가 맡았다. 26개화가 있다.
이 시리즈는 일본에서 애니메이션 위성방송망 애니맥스를 통해 초연되었다. HD 화질의 CS-PPV 방송이었으며 나중에 동남아시아, 남아시아, 라틴아메리카 등 전 세계의 방송국에서 방영되었다. 북아메리카 더빙 판권의 경우 퍼니메이션이 인수했다.